# 髓
髓在中医药学的臟象上，是指奇恒之腑之一，包括骨髓和脊髓。髓由肾精所化生，与脑相通，有充养骨骼、补益脑髓的功能。
《黃帝內經》將分為腦髓、骨髓、脊髓。中醫認為髓与肾的关系密切，“肾主骨、骨生髓、髓生血”。《黄帝内经》又指出“脑为髓之海”。《灵枢·海论》指出：“髓海不足，则脑转耳鸣、胫酸眩冒，目无所见，懈怠安卧”。
髓又是一種美味的食物，故有【食髓知味】的典故。《神农本草经》记载牛髓能补肾益髓，说它“补中，填骨髓，久服增年”。

## 外部連結
- 骨髓炎、脊髓炎 （页面存档备份，存于） 中藥方劑圖像數據庫 (香港浸會大學中醫藥學院) （中文）（英文）